# Handrup
Handrup est une commune d'Allemagne faisant partie du regroupement de communes de Lengerich dans l'arrondissement du Pays de l'Ems (Basse-Saxe). Elle comptait 841 habitants au 31 décembre 2014. Handrup se trouve à une vingtaine de kilomètres à l'Est de Lingen et de l'Ems.
Le village doit son expansion à la construction en 1921-1923 du Gymnasium Leoninum, ancien internat et aujourd'hui école catholique reconnue par l'État, qui accueille en 2016 plus de 1 400 élèves externes et une centaine d'enseignants.